# Рубежное (Лозовский район)
Рубе́жное (укр. Рубіжне; до 2016 г. — Черво́ный Шахтёр) — село, Царедаровский сельский совет, Лозовский район, Харьковская область, Украина.
Код КОАТУУ — 6323985506. Население по переписи 2001 года составляет 171 (75/96 м/ж) человек.

## Географическое положение
Село Рубежное примыкает к селу Водолага,
на расстоянии до 3-х км расположены сёла Дивизийное, Барабашовка, Полтавское и Герсевановка.
По селу протекает пересыхающий ручей с запрудами.
В 1-м км от села проходит автомобильная дорога Т-2107.
На расстоянии в 2 км находится железнодорожная станция Герсевановский.

## История
- 1917 — дата основания.